# Ciclo Q
Il ciclo Q (o ciclo del coenzima Q o ciclo dell'ubichinone) è una parte della catena di trasporto degli elettroni che avviene nel complesso III: il passaggio di elettroni dal coenzima Q, un trasportatore a due elettroni al citocromo c, un trasportatore a un elettrone. L'ossidazione dell'ubichinolo consiste nel trasferimento di un elettrone al cluster 2Fe2S della proteina ferro-zolfo del complesso III (proteina di Rieske), con il rilascio di due protoni nello spazio intermembrana. Quindi la proteina FeS trasferisce un elettrone all'eme del citocromo c. L'anione semichinonico così formatosi nel centro d'ossidazione, a questo punto trasferisce un elettrone all'eme Bl (basso potenziale) del citocromo B  che a sua volta lo trasferisce al secondo gruppo eme del citocromo B, Bh (alto potenziale). L’eme Bh quindi trasferisce questo elettrone all'ubichinone presente sul sito di riduzione che, divenuto radicale semichinonico verrà stabilizzato prelevando dalla matrice un protone per elettrone acquisito. A questo punto un'altra molecola di ubichinone nel sito di ossidazione inizia il ciclo, con il trasferimento di un elettrone al citocromo c e di un altro  elettrone all'ubichinone parzialmente ridotto dal ciclo precedente nel sito di riduzione. Perciò durante l'ossidazione dell'ubichinolo si ha un rilascio netto di 2 protoni nello spazio intermembrana mediante la formazione di un nuovo ubichinolo (coenzima Q allo stato ridotto).
Questo ciclo permette un'attività costante al citocromo c, potendo accettare un solo elettrone dei 2 donati dall'ubichinone.